# Mathematische Annalen
Mathematische Annalen (afgekort tot Math. Ann. of Math. Annal.) is een Duits wiskundig tijdschrift, dat wordt uitgegeven door Springer Science+Business Media. Het blad werd in 1868 opgericht door Alfred Clebsch en Carl Neumann.
Latere redacteuren waren onder anderen Felix Klein, David Hilbert, Otto Blumenthal, Erich Hecke, Heinrich Behnke, Hans Grauert, Heinz Bauer, Herbert Amann, Jean-Pierre Bourguignon en Wolfgang Lück.
Het tijdschrift was oorspronkelijk Duitstalig maar heeft ook Franstalige artikelen gepubliceerd. Sinds de jaren zestig is het hoofdzakelijk Engelstalig. Het had in 2012 een impactfactor van 1,378. Daarmee stond het, volgens de gegevens van Web of Science, op de 17e plaats van 295 wiskundige tijdschriften.